# Iridomyrmex variscapus
Iridomyrmex variscapus é uma espécie de formiga do gênero Iridomyrmex.